# マリア・フランシスカ・ベネディタ・デ・ブラガンサ
マリア・フランシスカ・ベネディタ・デ・ブラガンサ（ポルトガル語: Maria Francisca Benedita de Bragança, 1746年7月25日 - 1829年8月18日）は、ポルトガルの王族、ポルトガル王女（Infanta de Portugal）。ポルトガル王ジョゼ1世の末娘で、女王マリア1世の妹。マリア1世の王太子で甥のブラジル公ジョゼと結婚した。
全名はマリア・フランシスカ・ベネディタ・アナ・イザベル・ジョゼファ・アントニア・ロレンサ・イナシア・ヘルトルデス・ヒタ・ジョアナ・ホーザ（Maria Francisca Benedita Ana Isabel Josefa Antónia Lourença Inácia Gertrudes Rita Joana Rosa）。

## 生涯
ベネディタはジョゼ1世王と王妃マリアナ・ヴィトーリア（スペイン王フェリペ5世の娘）の4人の娘たちのうちの、末娘として生まれた。音楽をダヴィデ・ペレスに、絵画をドミンゴス・セケイラに学ぶなど、高度な教育を受けた。ベネディタと姉たちの制作した絵画作品は、現在もエストレラ大聖堂に残っている。
1777年2月21日、30歳のベネディタは、長姉で王位継承者のマリア王女の長男である、15歳の甥ベイラ公ジョゼと結婚した。二人の結婚から3日後に父王ジョゼ1世が亡くなると長姉マリア1世が即位し、夫のベイラ公ジョゼが王太子・ブラジル公となったため、ベネディタもこれに伴って王太子妃・ブラジル公妃となった。ブラジル公夫妻は11年間の結婚生活で子供には恵まれなかった。
1788年、夫のブラジル公が亡くなると、ブラジル公未亡人となったベネディタには長い寡婦としての生活が待っていた。しかし王家の他の未亡人たちと違い、ベネディタは教会や女子修道院、さらには退役軍人病院を建設するなど精力的に活動した。1808年にポルトガル宮廷がナポレオン戦争の戦乱を避けてブラジルに疎開した時は、王家の一員としてこれに随行した。ベネディタは1829年にリスボンで亡くなり、サン・ヴィセンテ・デ・フォーラ修道院に埋葬された。